# Копенгаген (центральная станция)
Центральный вокзал Копенгагена (дат. Københavns Hovedbanegård; сокращённо København H, в разговорной речи обычно называют Hovedbanegården или просто Hovedbanen) — главный железнодорожный вокзал в Копенгагене, Дания, и крупнейший железнодорожный вокзал в стране. С более чем 100 000 пассажиров ежедневно он является второй по загруженности станцией в Дании после станции Нёррепорт.
Вокзал расположен в центре города, между районами Индре-Бю и Вестербро. Главные входы расположены с улиц Бернсторфсгаде, Банегордспладсен и Ревентловсгаде, а доступ к платформам обеспечен также с Тьетгенсгаде.
Вокзал является основным узлом железнодорожной сети DSB с обслуживанием национальных и международных маршрутов. Он обеспечивает междугородние и региональные перевозки по всей Дании и в Швецию, а также линии M3 и M4 метро Копенгагена.

## История

### Первая станция
Первая деревяннная железнодорожная станция в Копенгагене открылась 26 июня 1847 года, чтобы соединить город с первой железнодорожной линией Дании Копенгаген — Роскилле.

### Вторая станция
С увеличением пассажиропотока в 1860-х годах было решено построить новую станцию, которая открылась в 1864 году. Станция была спроектирована в стиле рунбогенстиль, архитектор — Йохан Даниэль Херхольт.

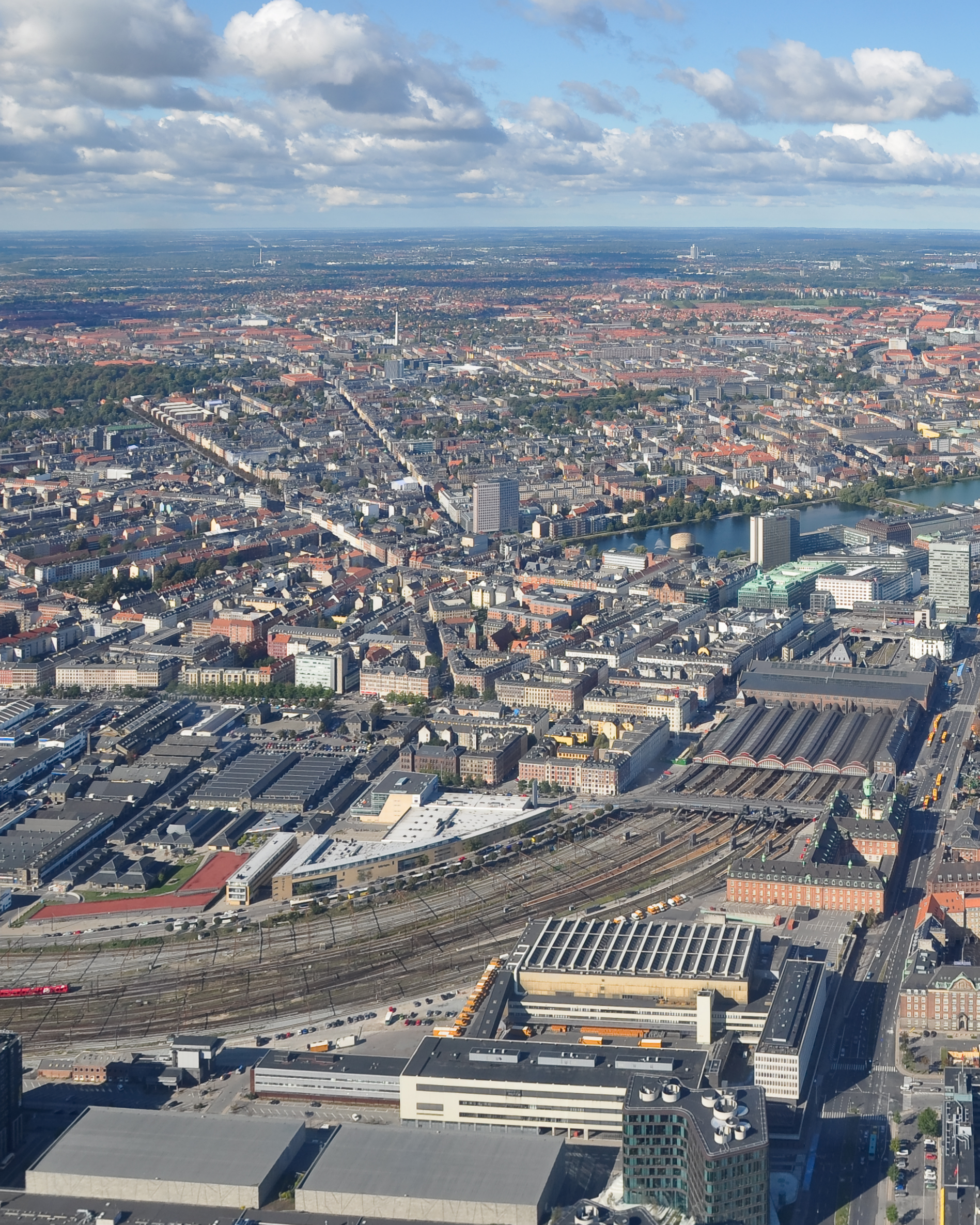
Вокзал с высоты птичьего полёта

### Третья и современная станция
Нынешнее здание вокзала было открыто 1 декабря 1911 года и стало результатом работы архитектора Генриха Венка. Вокзал был построен в стиле национальный романтизм, и сочетает кирпич, гранит и декоративные элементы.

## Архитектура
Здание вокзала — это гезамткунстверк, где каждая деталь, от декоративных окон до кованых вывесок, была разработана архитектором. Среди элементов декора — витражи с гербами датских городов.

## Линии
Вокзал обслуживает:
- S-tog Копенгагена;
- Международные маршруты в Швецию и Германию;
- Линии M3 и M4 метро.